# Cuprozheshengita
La cuprozheshengita és un mineral de la classe dels fosfats que pertany al grup de la dongchuanita.

## Característiques
La cuprozheshengita és un fosfat de fórmula química Pb₄CuZn₂(AsO₄)₂(PO₄)₂(OH)₂. Va ser aprovada com a espècie vàlida per l'Associació Mineralògica Internacional l'any 2022, i publicada en el mes de juliol de 2024. És l'anàleg de coure i zinc de la zheshengita. Cristal·litza en el sistema triclínic.
Les mostres que van servir per a determinar l'espècie, el que es coneix com a material tipus, es troben conservades a la col·lecció mineralògica del Museu Geològic de la Xina, a Beijing (República Popular de la Xina), amb el número de catàleg: m16127, a les col·leccions mineralògiques del Museu d'Història Natural del Comtat de Los Angeles, a Los Angeles (Califòrnia) amb els números de catàleg: 76191 i 76192; i a les col·leccions del laboratori d'estructura cristal·lina de l'institut de recerca científica de la Universitat de Geociències de la Xina, a Beijing, amb el número de catàleg: dc4.

## Formació i jaciments
Ha estat descrita a partir de mostres recollides a dos indrets de la província xinesa de Yunnan: a la mina Laochang, situada a la localitat de Gejiu (Honghe), i a la mina de plom i zinc de Sanguozhuang, al districte de Dongchuan (Kunming). Aquests dos indrets són els únics de tot el planeta on ha estat descrita aquesta espècie mineral.